# 内沼幸雄
内沼 幸雄（うちぬま ゆきお、1935年(昭和10年) - ）は、日本の医学者、精神科医。専門は精神病理学。帝京大学名誉教授。医学博士。

## 略歴
- 1935年東京に生まれる。1953年東京都立日比谷高等学校卒業。東京大学医学部医学科卒業。1966年医学博士（東京大学）[2]。帝京大学医学部教授を60歳で定年後(医学部定年)に、文学部教授に異動し、教育学科で障害児教育の授業等を担当した。退職後に名誉教授。医療法人群馬会群馬病院名誉院長[1]。
- 1994年、東京・埼玉連続幼女誘拐殺人事件の宮﨑勤被告を解離性同一性障害と鑑定した。

## 学会
- 日本精神病理学会

## 著書

### 単著
- 『対人恐怖の心理 —羞恥と日本人』講談社、1997年5月。ISBN 9784061592827。
- 『対人恐怖』講談社現代新書、1990年5月。ISBN 978-4061489813。

### 編著
- 『分裂病の精神病理 14』東京大学出版会、1986年1月。ISBN 9784130610940。

## 論文
- 「恥・罪・善悪の彼岸 —精神病理学的考察」『思想』1974年7月、1-25頁。